# William Swainson

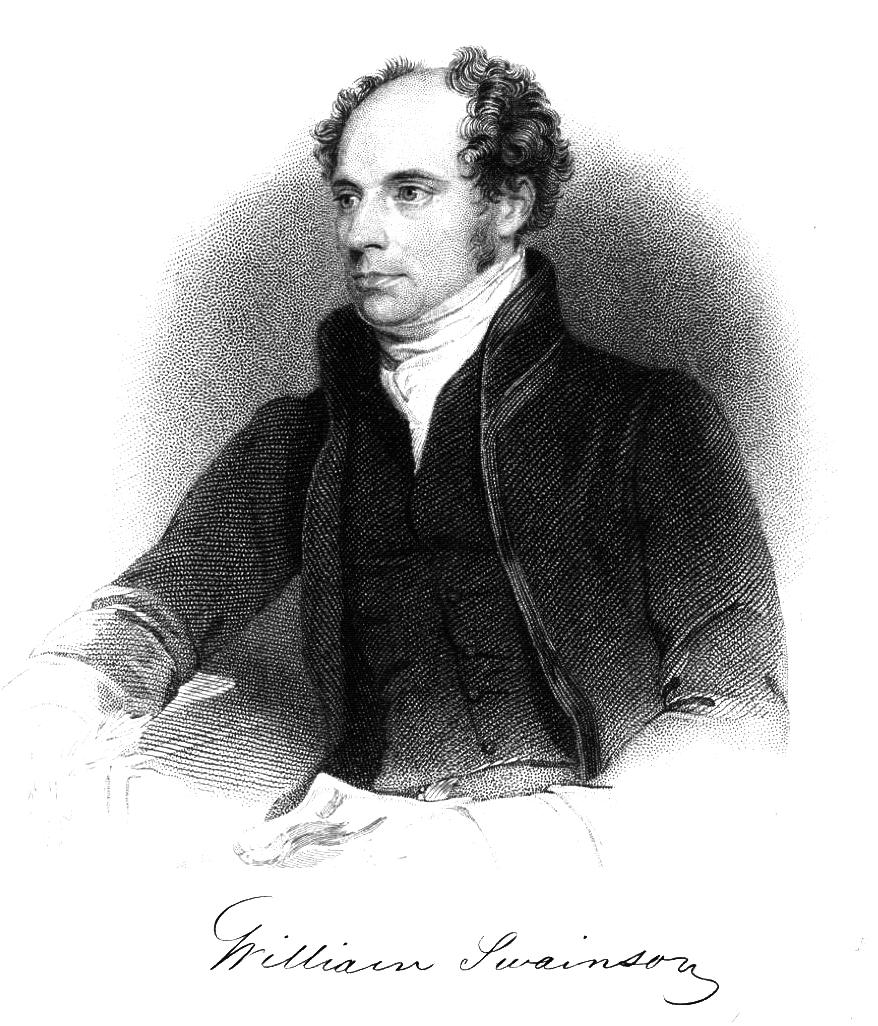
William Swainson

William Swainson (ur. 8 października 1789 w Londynie; zm. 6 grudnia 1855 w Fern Grove, posiadłości w dolinie rzeki Hutt (Nowa Zelandia)) – angielski ornitolog, zoolog i artysta.
Swainson zainteresował się przyrodą, studiując zbiory muszli i owadów swojego ojca. Po zaciągnięciu do brytyjskiego wojska ekspedycyjnego w 1806, znalazł się na Malcie i Sycylii, gdzie mógł studiować tamtejszą florę i faunę. W 1815 ze względów zdrowotnych powrócił do Anglii. Rok później został zaproszony do Linnean Society of London (Stowarzyszenia Linneusza), najstarszego istniejącego stowarzyszenia naukowego w dziedzinie przyrody. Następnie wyruszył w podróż do Brazylii, gdzie poświęcił czas badaniom tamtejszych zwierząt. W 1818 wrócił do Anglii wraz ze zbiorem obejmującym ponad 20 000 owadów, 1 200 roślin, 760 ptaków, jak i szkice 120 ryb. Jego przyjaciel William Elford Leach, który był dyrektorem oddziału zoologii Muzeum Brytyjskiego, zachwycił się talentem artystycznym Swainsona i zachęcił go do używania litografii w celu zilustrowania książki Zoological Illustrations (1820-23). W 1820 William Swainson został członkiem Royal Society.

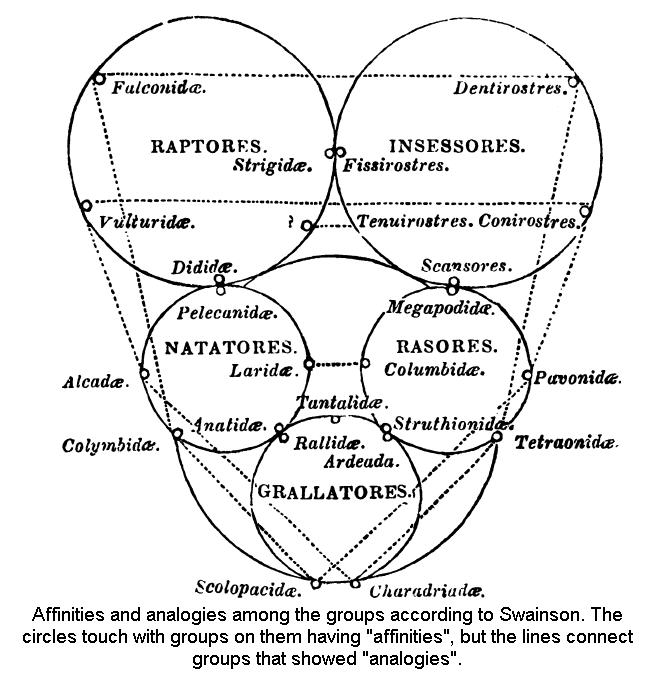
Klasyfikacja Quinarian ptaków autorstwa Williama Swainsona

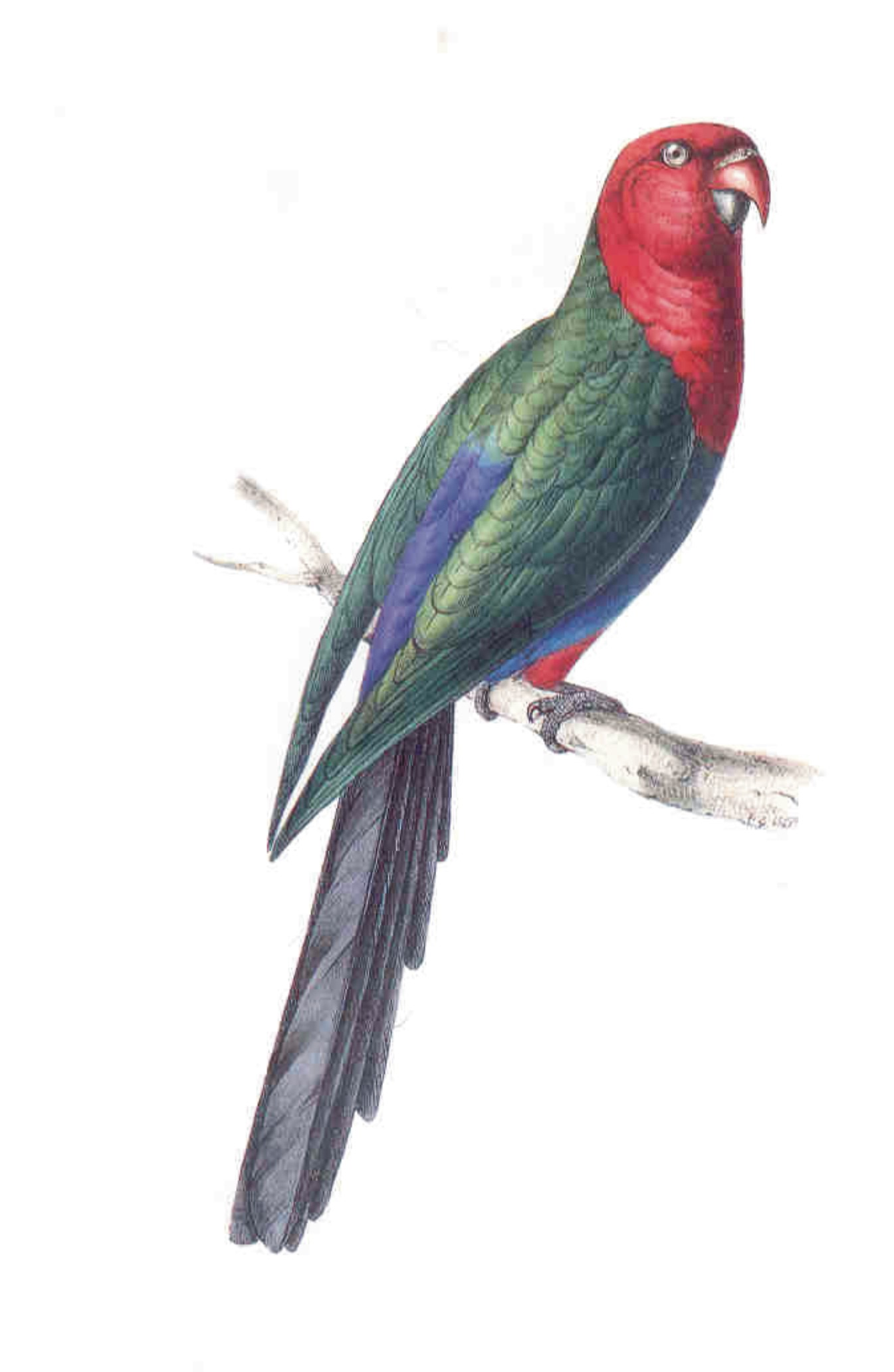
Litografia Williama Swainsona przedstawiająca szkarłatkę królewską (Alisterus scapularis)

W kolejnych latach Swainson napisał wiele książek, z których najbardziej wpływową była druga część Fauna Boreali-Americana (1831), którą wydał wraz z Johnem Richardsonem. Jako zwolennik systemu Quinarian w klasyfikacji biologicznej, którą stosował w swojej klasyfikacji ptaków, a która wkrótce okazała się naukowo bezpodstawną, stracił wkrótce reputację w kręgach zoologów.
W 1841 wyemigrował do Nowej Zelandii, aby zostać farmerem, jednak nie powiodło mu się ze względu na konflikt między tubylczymi Maorysami a brytyjskimi osadnikami zwany Hutt Valley Campaign (Kampanią w Dolinie Hutt). Maorysi rościli sobie prawo do ziemi jego posiadłości, którą nabył od New Zealand Company. W 1851 popłynął do Australii, gdzie przejął pozycję eksperta od botaniki w administracji stanu Wiktoria. Jednak i ta praca nie przyniosła mu sukcesu, gdyż brakowało mu wiedzy o botanice. Wrócił więc w 1855 do Nowej Zelandii, gdzie wkrótce potem zmarł w swojej posiadłości.

## Spuścizna zoologiczna Swainsona
Swainson opisał wiele rodzin ptaków, m.in. jemiołuszkowate (Bombycillidae), strzyżyki (Troglodytidae), fletówki (Pachycephalidae) (w 1831), hoacyny (rodzinę - Opisthocomidae i rząd - Opisthocomiformes), wireonkowate (Vireonidae) i miodowody (Indicatoridae) (w 1837) oraz ponad 130 gatunków ptaków, m.in.: czyża czerwonego (Carduelis cucullata) (1820), zapylaka białosternego (Campylopterus ensipennis) (1822), węglarza czarnego (Pyriglena atra) (1825), wilgowrona cienkodziobego (Quiscalus palustris) (1827), czy brzytwodzióba indyjskiego (Rynchops albicollis) (1838). 
Na cześć Swainsona jego imieniem nazwano też kilka gatunków ptaków:
- lasówkę burą (Limnothlypis swainsonii),
- myszołowa preriowego (Buteo swainsoni),
- tukana brązowodziobego (Ramphastos swainsonii),
- muchołapa zmiennego (Myiarchus swainsoni),
- drzyma białoszyjego (Notharchus swainsoni),
- złocika obroznego (Chlorostilbon swainsonii),
- szczeciaka rdzawosternego (Criniger swainsoni syn. Criniger calurus),
- frankolina brunatnego (Francolinus swainsonii),
- jaszczurnika (Gampsonyx swainsonii),
- wróbla szarego (Passer swainsonii),
- księżniczkę tarczową (Polytelis swainsonii),

oraz kilka podgatunków:
- Catharus ustulatus swainsoni - podgatunek drozdka okularowego,
- Halcyon leucocephala swainsoni syn. Halcyon leucocephala pallidiventris) – podgatunek łowca szarogłowego.

Ponadto angielska nazwa drozdka okularowego (Catharus ustulatus brzmi Swainson's Thrush, a francuska nazwa podgatunku (Trichoglossus haematodus moluccanus) lorysy górskiej (Trichoglossus haematodus) – Loriquet de Swainson.
Imię Swainsona nosi też kilka gatunków ssaków i owadów, m.in. Antechinus swainsonii (ssak z rodziny niełazowatych), czy Euploea swainson (motyl z Indonezji i Filipin).

## Wybrane publikacje Swainsona
- Swainson, W. 1820. Zoological illustrations, Baldwin, Cradock, & Joy , London.
- Swainson, W., & J. Richardson: 1831. Fauna boreali-Americana: part second, the birds, John Murray, London.
- Swainson W. 1832-1833. Zoological illustrations, Second Ser., Vol. 2. London, Baldwin, Cradrock, and R. Havell.
- Swainson, W. 1835. A Treatise on the Geography and Classification of Animals. Longman, Rees, Orme, Brown, Greene and Longman, and John Taylor, London.
- Swainson, W. 1836. On the natural history and classification of birds. Vol 1. Lardner's Cabinet Cyclopedia. Longman, Rees, Orme, Brown, Green, and Longman, London.
- Swainson, W. 1836. On the natural history and classification of birds. Vol 2. Lardner's Cabinet Cyclopedia. Longman, Rees, Orme, Brown, Green, and Longman, London.
- Swainson, W. 1837. Zoological illustrations... Second Ser., Vol. 3. London, Baldwin, Cradrock, and R. Havell.
- Swainson W. 1837. The natural history of the birds of Western Africa. Vol. VII of Jardine's Naturalist's Library.
- Swainson W. 1837. The natural history of the birds of Western Africa. Vol. VIII of Jardine's Naturalist's Library.